# Stazione di Celano-Ovindoli
La stazione di Celano-Ovindoli è una stazione ferroviaria della ferrovia Roma-Pescara a servizio dei comuni di Celano ed Ovindoli.

## Storia
La stazione venne aperta il 30 luglio 1888 in occasione dell'apertura del tronco finale della tratta Sulmona-Cineto Romano.
Fino al 1923 era denominata semplicemente "Celano"; in tale anno assunse la nuova denominazione di "Celano-Ovindoli".

## Strutture e impianti
Il fabbricato viaggiatori si compone di due livelli, ma soltanto il piano terra è aperto al pubblico. L'edificio è in muratura ed è tinteggiato di rosa; in corrispondenza del piano terra la struttura è rivestita in travertino. Il fronte della struttura si compone di quattro finestre quadrate per ciascun piano.
La stazione disponeva di uno scalo merci con annesso magazzino: ad oggi (2011) lo scalo è stato smantellato, mentre il magazzino è stato convertito in deposito. L'architettura del magazzino è molto simile a quella delle altre stazioni ferroviarie italiane. Sono inoltre presenti altri due piccoli fabbricati: uno ospitava i servizi igienici, mentre l'altro viene utilizzato come locale tecnico da Rete Ferroviaria Italiana (RFI), gestore dell'infrastruttura. Tutti i fabbricati sono a pianta rettangolare.
Il piazzale ferroviario si compone di tre binari. Nel dettaglio:
- Binario 1: è un binario su tracciato deviato; viene utilizzato per gli eventuali incroci fra i treni;
- Binario 2: è il binario di corsa della stazione;
- Binario 3: questo binario è su tracciato deviato ma non viene utilizzato per il servizio viaggiatori; infatti questo binario è stato de-elettrificato ed è privo di banchina. Viene sporadicamente utilizzato dai mezzi addetti alla manutenzione della linea.

I binari 1 e 2 sono dotati di banchina e sono collegati fra loro da una passerella ferroviaria.

## Movimento
Il servizio viaggiatori è svolto in esclusiva da Trenitalia (controllata del gruppo Ferrovie dello Stato) per conto della Regione Abruzzo. I treni che effettuano servizio in questa stazione sono di tipo Regionale. In totale sono 13 i treni che tra feriali e festivi effettuano servizio in questa stazione. Le principali destinazioni sono: Avezzano, Sulmona, Pescara e Roma Tiburtina.

## Servizi
- Biglietteria a sportello
- Sala d'attesa
- Bar
- Edicola
- Telefono pubblico

## Interscambi
- Fermata autobus ARPA